# Carolina GR
| Fahrplanfeld: | 960                 |                          |                          |
| Streckenlänge: | 10.08 km            |                          |                          |
| Spurweite: | 1000 mm (Meterspur) |                          |                          |
| Stromsystem: | 11 kV 16,7 Hz ~     |                          |                          |
| |                     |                          |                          |
| \| \| 110,28 \| Cinuos-chel-Brail \| 1628 m \| \| \| \| Inn-Viadukt \| \| \| \| \| Val Mela-Viadukt \| \| \| \| \| Brail-Tunnel I (895 m) \| \| \| \| \| Val Verda-Viadukt \| \| \| \| \| Brail-Tunnel II (308 m) \| \| \| \| \| Val S-chüra-Viadukt \| \| \| \| 115,18 \| Carolina \| 1568 m \| \| \| \| Tantermozza-Viadukt \| \| \| \| \| Raschisch-Tunnel (185 m) \| \| \| \| \| Röven-Tunnel (94 m) \| \| \| \| \| \| \| \| \| 120,36 \| Zernez \| 1470 m \| |                     |                          |                          |
| Bahnhof | 110,28              | Cinuos-chel-Brail        | 1628 m                   |
| Brücke über Wasserlauf |                     | Inn-Viadukt              | Inn-Viadukt              |
| Brücke |                     | Val Mela-Viadukt         | Val Mela-Viadukt         |
| Tunnel |                     | Brail-Tunnel I (895 m)   | Brail-Tunnel I (895 m)   |
| Brücke |                     | Val Verda-Viadukt        | Val Verda-Viadukt        |
| Tunnel |                     | Brail-Tunnel II (308 m)  | Brail-Tunnel II (308 m)  |
| Brücke |                     | Val S-chüra-Viadukt      | Val S-chüra-Viadukt      |
| Dienststation / Betriebs- oder Güterbahnhof | 115,18              | Carolina                 | 1568 m                   |
| Brücke |                     | Tantermozza-Viadukt      | Tantermozza-Viadukt      |
| Tunnel |                     | Raschisch-Tunnel (185 m) | Raschisch-Tunnel (185 m) |
| Tunnel |                     | Röven-Tunnel (94 m)      | Röven-Tunnel (94 m)      |
| Brücke über Wasserlauf |                     |                          |                          |
| Bahnhof | 120,36              | Zernez                   | 1470 m                   |

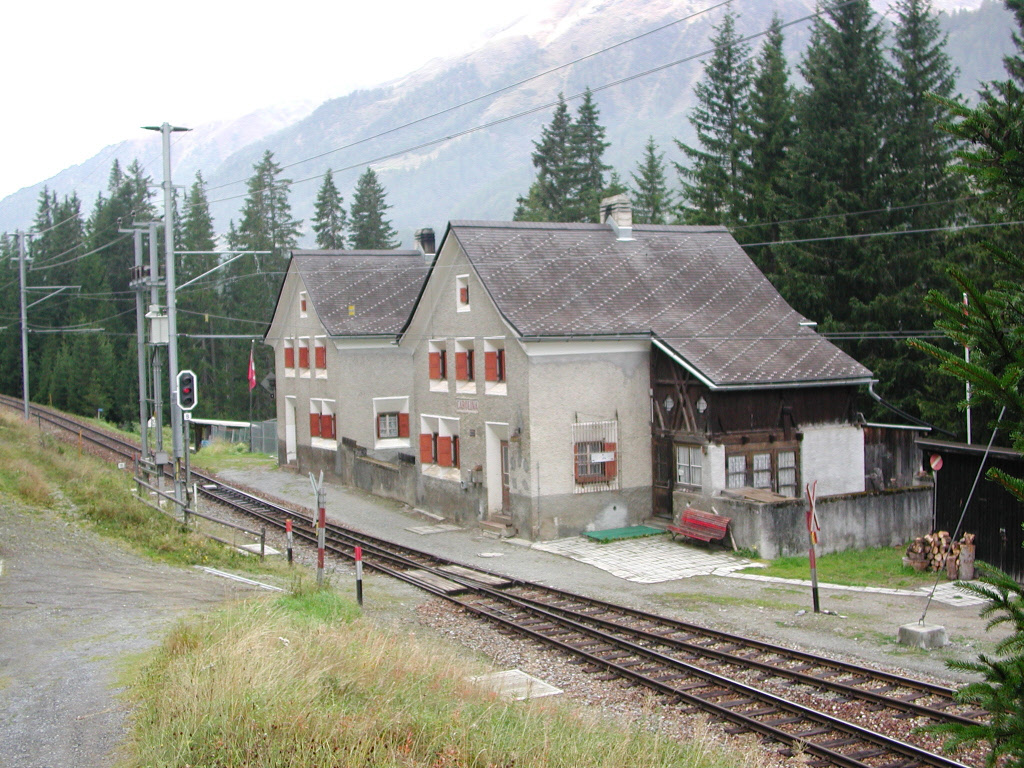
Alte Stationsgebäude von Carolina, erbaut 1913.

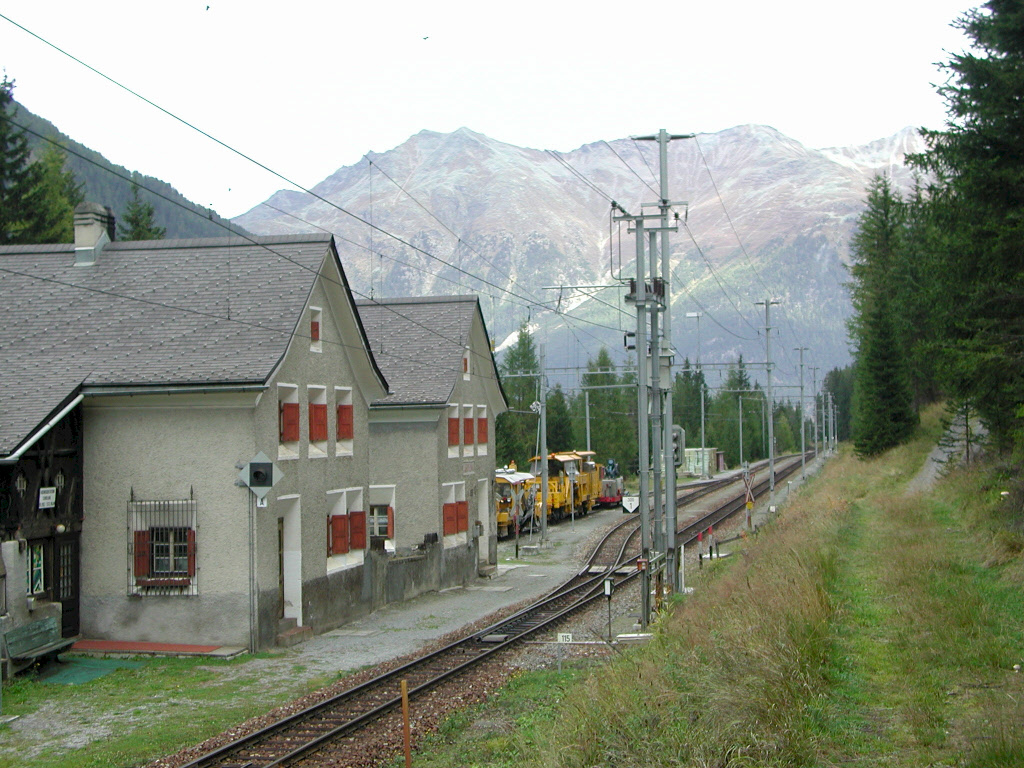
Anlage der Ausweichstelle, mit Abstellgeleise. Blick Richtung Zernez, im Hintergrund links Piz Sursassa, rechts Munt Baselgia, ganz rechts Spi da Laschadura.

Carolina ist ein Weiler der Bündner Gemeinde Zernez an der Grenze zwischen Ober- und Unterengadin. Früher war Carolina ein regulärer Personenbahnhof der Strecke Bever–Scuol-Tarasp der Rhätischen Bahn. Heute dient Carolina als Ausweichstelle.

## Lage
Der Weiler Carolina liegt an der Strecke Bever–Scuol-Tarasp der Rhätischen Bahn. Die Station liegt auf 1568 m ü. M. Politisch gehört der Weiler zur Unterengadiner Gemeinde Zernez, geografisch zum Oberengadin. Unmittelbar neben dem Weiler fällt die Schlucht der Val Tantermozza zum Inn hinunter. Die Bahnlinie überquert diese Schlucht mittels eines hohen Viadukts.
Carolina ist Ausgangspunkt für die Wanderung zur Chamonna Tantermozza (dt. Tantermozza-Hütte) auf 1771 m ü. M. Die Hütte liegt im Gebiet des Schweizerischen Nationalparks und erlaubt Steinbock- und Gämsbeobachtungen.

## Geschichte
Das Gebiet des God Carolina (dt. Carolina-Wald) war bis zum Bau der Rhätischen Bahn unbesiedelt und unerschlossen. Die Talstrasse, heute Hauptstrasse 27, führte seit je her über die andere Talseite.
Die Bahnstation wurde vom Architekten Meinrad Lorenz erbaut und am 1. Juli 1913 eröffnet. Der Weiler besteht aus den zwei Häusern der Bahnstation direkt an der Bahnlinie sowie zwei weiteren Bahnwärterhäusern gut 200 m von der Bahnstation entfernt. Bis Mai 2012 führte ein Fussweg von der Punt Nova (dt. Neue Brücke, Übergang der Kantonsstrasse über den Inn) zum Weiler hoch. Der Steg über die Ova da Tantermozza wurde während eines Unwetters fortgerissen. Die ehemalige Furt ist für Fahrzeuge nicht mehr passierbar. Die Station kann von oben her durch den Wald God Carolina erreicht werden.
Carolina war in den ersten Jahrzehnten nach der Eröffnung der Bahnlinie von mehreren Familien mit zahlreichen Kindern bewohnt. Der Bahnhof diente von 1913 bis 1999 als regulärer Personenbahnhof. Die Einstellung erfolgte aufgrund der geringen Fahrgastfrequenz. Heute dient Carolina als Ausweichstelle, mit 13 fahrplanmässigen Kreuzungen pro Tag (Stand 2013) sowie als Stützpunkt für Bauarbeiten. Die offizielle Abkürzung des Bahnhofs lautet CARO. Trotz der Einstellung des Personenverkehrs wird Carolina weiterhin im schweizerischen Tarifsystem geführt. Die Gebäude werden heute teilweise von Feriengästen bewohnt. Diese dürfen an der Station ein- und aussteigen.
Von 1960 bis 1970 bauten die Engadiner Kraftwerke unter dem God Carolina einen 14 Kilometer langen Stollen, der Wasser von S-chanf im Oberengadin bis zum Werk Ova Spin 4 Kilometer südöstlich von Zernez führt. Der Aushub wurde auf der Carolina gegenüber liegenden Seite der Val Tantermozza, wenige Meter oberhalb der Bahnlinie deponiert, wo noch heute ein auffälliger, nur spärlich bewaldeter Schutthügel zu sehen ist.

## Sprache und Literatur
Eine linguistische Zuordnung von Carolina zu den bündnerromanischen Idiomen Putèr und Vallader ist heute hinfällig, da der Weiler unbewohnt ist. 
Allerdings verbrachten die beiden in Deutsch und Vallader schreibenden Autoren und Brüder Andri und Oscar Peer einen Teil ihrer Kindheit in Carolina. Bei beiden Autoren spielte Carolina in ihren Werken eine Rolle, so bei Andri Peer in der Kurzgeschichte Weihnachten in Carolina und bei Oscar Peer im Roman La rumur dal flüm.